# Tiro nos Jogos Olímpicos de Verão de 1896 - Carabina livre
A carabina livre masculina foi um dos cinco eventos do tiro esportivo nos Jogos Olímpicos de Verão de 1896. A prova foi disputada entre 11 e 12 de abril. Os atiradores tiveram quatro conjuntos de dez tiros cada, um total de 40 tiros. Vinte atiradores, representando três nações, disputaram a prova.
Phrangoudis terminou o primeiro dia liderando a prova, mas Orphanidis tomou a liderança e conquistou a medalha de "ouro" (ver nota abaixo). Ele atinfiu o alvo trinta e sete vezes.

## Medalhistas
| Ouro   | GRE Georgios Orphanidis |
| Prata  | GRE Ioannis Frangoudis  |
| Bronze | DEN Viggo Jensen        |

## Resultados
| Pos. | Atirador                   | Escore       | Alvos atingidos | 1            | 2            | 3            | 4            |
| ---- | -------------------------- | ------------ | --------------- | ------------ | ------------ | ------------ | ------------ |
|      | GRE Georgios Orphanidis    | 1.583        | 37              | 328          | 520          | 420          | 315          |
|      | GRE Ioannis Phrangoudis    | 1.312        | 31              | 470          | 192          | 440          | 210          |
|      | DEN Viggo Jensen           | 1.305        | 31              | 392          | 423          | 280          | 210          |
| 4    | GRE Anastasios Metaxas     | 1.102        | Desconhecido    | Desconhecido | Desconhecido | Desconhecido | Desconhecido |
| 5    | GRE Pantelis Karasevdas    | 1.039        | Desconhecido    | Desconhecido | Desconhecido | Desconhecido | Desconhecido |
| 6-18 | GRE Antelothanasis         | Desconhecido | Desconhecido    | Desconhecido | Desconhecido | Desconhecido | Desconhecido |
| 6-18 | GRE Georgios Diamantis     | Desconhecido | Desconhecido    | Desconhecido | Desconhecido | Desconhecido | Desconhecido |
| 6-18 | GRE Alexios Fetsios        | Desconhecido | Desconhecido    | Desconhecido | Desconhecido | Desconhecido | Desconhecido |
| 6-18 | GRE Karakatsanis           | Desconhecido | Desconhecido    | Desconhecido | Desconhecido | Desconhecido | Desconhecido |
| 6-18 | GRE Khatzidakis            | Desconhecido | Desconhecido    | Desconhecido | Desconhecido | Desconhecido | Desconhecido |
| 6-18 | GRE Nikolaos Levidis       | Desconhecido | Desconhecido    | Desconhecido | Desconhecido | Desconhecido | Desconhecido |
| 6-18 | GBR Sidney Merlin          | Desconhecido | Desconhecido    | Desconhecido | Desconhecido | Desconhecido | Desconhecido |
| 6-18 | GRE Zenon Mikhailidis      | Desconhecido | Desconhecido    | Desconhecido | Desconhecido | Desconhecido | Desconhecido |
| 6-18 | GRE Moustakopoulos         | Desconhecido | Desconhecido    | Desconhecido | Desconhecido | Desconhecido | Desconhecido |
| 6-18 | GRE Pavlos Pavlidis        | Desconhecido | Desconhecido    | Desconhecido | Desconhecido | Desconhecido | Desconhecido |
| 6-18 | GRE Alexandros Theofilakis | Desconhecido | Desconhecido    | Desconhecido | Desconhecido | Desconhecido | Desconhecido |
| 6-18 | GRE Ioannis Theofilakis    | Desconhecido | Desconhecido    | Desconhecido | Desconhecido | Desconhecido | Desconhecido |
| 6-18 | GRE Nicolaos Trikupis      | Desconhecido | Desconhecido    | Desconhecido | Desconhecido | Desconhecido | Desconhecido |
| –    | GRE Leonidas Langakis      | DNF          | DNF             | DNF          | DNF          | DNF          | DNF          |
| –    | GRE Ioannis Vourakis       | DNF          | DNF             | DNF          | DNF          | DNF          | DNF          |

- DNF: Não completou a prova.